# Marquetalia (Caldas)
Marquetalia es un municipio ubicado en el oriente del departamento de Caldas, Colombia, en el denominado "Alto Oriente" caldense.

## Posición
Limita al norte con los municipios de Samaná y Pensilvania, al oriente con el municipio de Victoria, al sur con el departamento del Tolima y al occidente con el municipio de Manzanares.

## Reseña histórica
Ángel María Ocampo Cardona, autor de “Marquetalia su Historia y su Cultura” nos dice lo siguiente sobre las tribus pobladoras del territorio que ahora ocupa el municipio: “En el caso de que ahora nos compete, continua incierta la razón de la denominación de las tribus del oriente caldense actual, llamada genéricamente Palenques o Pantágoras. Sus comienzos cómo colonias en 1902 para su constitución política formal en 1942 llevada a cabo por el padre Antonio María Hincapié.
Lo más probable es que tales denominaciones obedecieron a diferentes criterios o modos de observar la realidad por parte de los europeos... La palabra Palenque por ejemplo, se refiere a un tipo de construcción que dio nombre a toda una región indígena caracterizada por poseer tal tipo de construcciones. Los Palenques eran esencialmente cercados de guaduas, muy espaciosos, en cuyos interiores se celebraban ritos. 
En cuanto a la denominación Pantágora, aún es incierta su razón de ser. Algunas fuentes permiten conocer a los Pantágoras como tribu independiente y posiblemente relacionada con los Chibchas y Quimbayas. Otras fuentes los hacen aparecer como tribu genérica de la que derivaron los Pijaos y Quimbayas. La versión más aceptable parece ser aquella según la cual, el término Pantágoros o Pantágoras, proviene de un fenómeno lingüístico propio de la expresión de estas tribus, en cuyos vocablos abundan términos con la partícula PATAN. Esta era una lengua común a los Pantágoras, Amanies, Samanaes y Coronados.

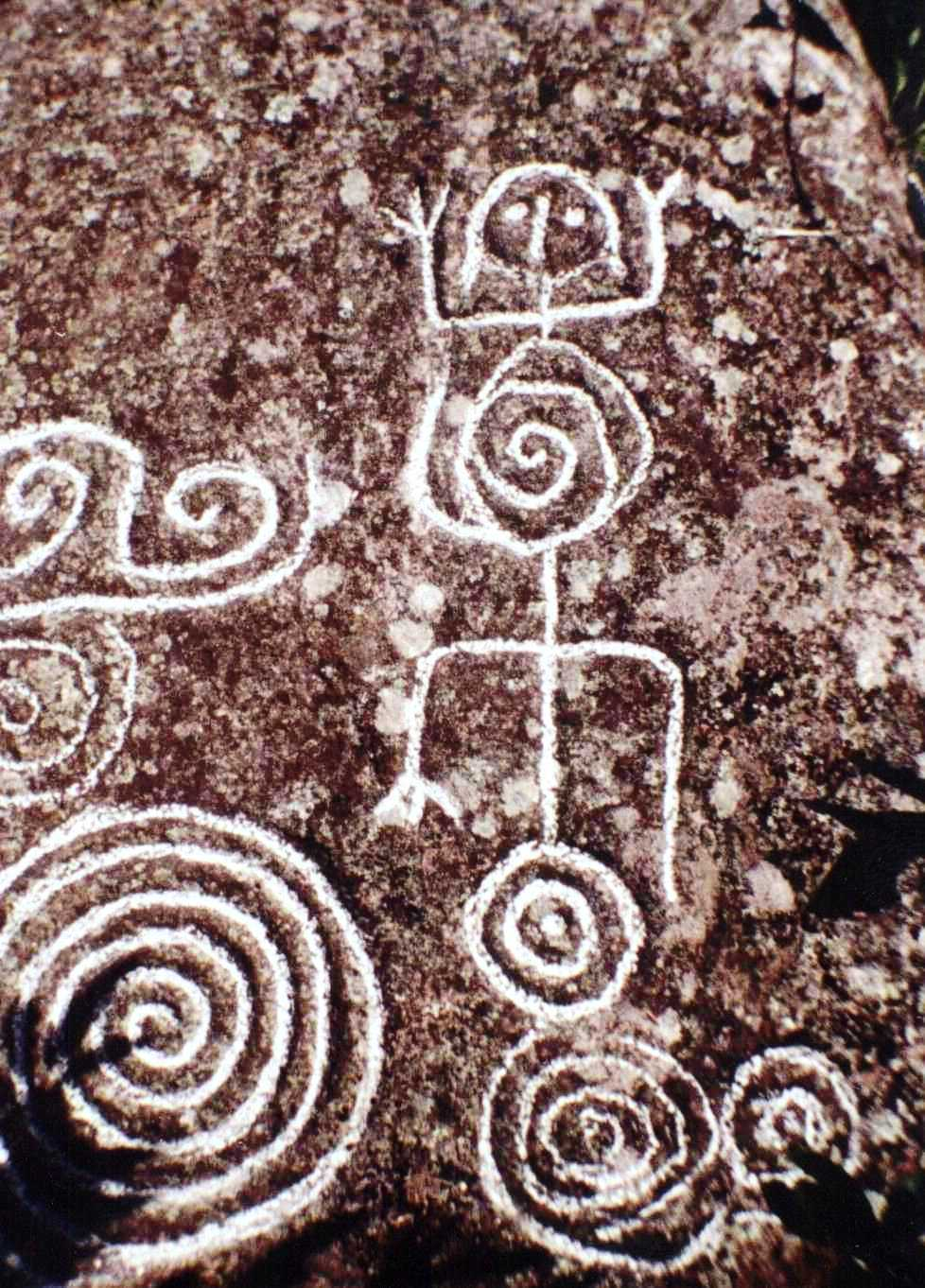
Piedras de Caracolí

“La denominación MARQUETONES para los aborígenes pobladores de Marquetalia, también se presta a confusiones y engaños. Esta denominación se le ha dado a los primitivos pobladores de Mariquita, Victoria, Marquetalia y Samaná, y siempre se ha creído objeto de dudas y confusiones.
Se ha creído que estos indígenas que poblaron los alrededores de la actual población de Marquetalia recibirían el nombre de Marquetones por lo que existía,  al menos en la fantasía popular, de una tribu matriarcal que durante su época, sometió sus destinos a una hermosa cacica de nombre MARQUETALIA.
Esta leyenda, aunque pintoresca y hermosa, carece de fundamentos históricos. La verdad parece ser, que el nombre de “Marquetones” fue un término venido a boca de los primeros conquistadores españoles que pisaron estas tierras y quienes se inspiraron para dar esta denominación a las tribus, en el hecho de que el cacique de los naturales era llamado por ellos, Malchita, según algunos, Mariquitá según otros y Mareketá, según las demás fuentes. 
“Las casas comunes de estas tribus eran de dos formas:  Unas cónicas y otras rectangulares. Las primeras consistían en una pared con círculo hecho de palos enterrados como fuertes pilares los cuales se sostenían de lado y lado, un doble entretejido de cañas, cuyo insterticio era cubierto de barro. El techo era cónico y cubierto de paja. Las construcciones rectangulares consistían en paredes también de bahareque, con techo de dos alas. Ambas tenían puertas y ventanas pequeñas. 
“Los cronistas nos señalan tres expediciones preliminares al país de los Pantágoras, antes de la verdadera empresa que conquistó a las tribus indígenas que formaban esa aguerrida familia. El primer conquistador que midió sus armas contra esta tribu fue Baltasar Maldonado, capitán de Gonzalo Jiménez de Quesada, quien tuvo que retroceder ante la pérdida de diez españoles resistidos con valor por los indígenas, utilizando lanzas y flechas. 
El segundo fue el capitán Álvaro de Mendoza, quien hubo de salir apresuradamente del territorio, llevando consigo la derrota al no haber podido tomarse los palenques que en forma atrincherada tenían los Pantágoras. El tercer y último, fue el capitán Francisco Nuñez Pedrozo, quien con su crueldad logró vencer a los indígenas, y dejando para la historia, la celebridad de los “Palenques”. 
PRIMEROS POBLADORES DE MARQUETALIA. 
“Las dos últimas décadas del siglo XIX fueron las que sirvieron de marco temporal al gran movimiento de restauración colonial republicana en las poblaciones del oriente caldense. Tras la fundación de Manzanares en 1.866 por parte de colonos antioqueños, empezaron a descuajarse las montañas para dar abrigo a los nuevos moradores (antioqueños y tolimenses) que se iba estableciendo poco a poco en las veredas espaciadas por aquellos montuosos parajes.
Habiendo sido la región explorada desde el siglo X VI, por europeos como Francisco Nuñez Pedrozo, el exterminador de los Pantágoras,  Asencio de Salinas, Francisco de Ospina, fundadores de Mariquita y Victoria, Remedios y otras poblaciones del sureste antioqueño, y por exploradores académicos como Mutis, Humboldt y Boussingault,  asistimos ahora a la recuperación de los territorios para los antioqueños. 
“Se sabe que el gran atractivo de la colonización en la región fue el oro, pues del codiciado metal había abundancia de minas: las de oro y plata de Victoria. Otro factor de la colonización fue la existencia de los caminos aborígenes de la época colonial, los cuales comunicaban a Mariquita con el sureste antioqueño por una ruta, con la ciudad de Quito por la otra ruta y con el occidente caldense (Supía, Marmato, Riosucio) por otra ruta. 
“En el año de 1.884 se registran la restauración de la antigua ciudad de Victoria. En 1.885 figuran ya para los fastos históricos regionales, las veredas de Risaralda, El Higuerón, Patiobonito, La Florida, el Gacho, El Placer, El Porvenir. Algunas veredas forman parte de las jurisdicciones de Pensilavania, otras de Manzanares, otras de Samaná y otras de Victoria. Los pobladores habían llegado a ellas provenientes de Marinilla, Sonsón, Rionegro, Guarne, Abejorral, Medellín y Salamina.
Los primeros desmontes de la vereda Risaralda fueron hechos en 1.885 por un grupo de familias encabezadas por los señores Pedro Antonio Ramírez, Rafael Arias, Valerio Murillo, Eleuterio García, Eleuterio Molina, Pastor Martínez, Jesús María Duque, Benito Jiménez, Pio Delgado, Roque Duque, Tristán Duque, Cenón García, Jesús Henao, Pacífico Giraldo y Laurenao Duque, quienes le dieron el nombre de Risaralda a la vereda por ellos fundada. 
“Entre los años 1.898 y 1.900 celebró la primera misa en la vereda de Risaralda el reverendo padre Daniel María López Rodríguez. Por eso se dice que la fundación de Marquetalia, se debió a la intensa actividad apostólica del Presbítero Daniel María López. 
“Oficialmente se considera como fecha de creación del municipio de Marquetalia el 15 de abril de 1924, cuando los ciudadanos reunidos y organizados, presentan la inquietud a la Asamblea y esta empezó a deliberar sobre el proyecto de ordenanza que creaba la nueva entidad. La Ordenanza fue la número 32 del 26 de abril de 1924, por medio de la cual se erige a Risaralda en municipio con el nombre de Nuñez. La ordenanza 21 de 1.930, cambia de nombre a Nuñez por el de Marquetalia.

## División Político-Administrativa
Aparte de su Cabecera municipal. Marquetalia tiene bajo su jurisdicción un centro poblado: Santa Elena.
Además, el municipio está compuesto con las siguientes veredas:
Alegrías, Altobonito, Buenos Aires, Campo Alegre, Costa Rica, Cúcuta, El Aguacate, El Chocó, El Palmar, El Placer, El Porvenir, El Retiro, El Rosario, El Vergel, Encimadas, Gancho, Guacas, Guamo, Guayaquil, Guarinó, San Roque, La Bamba, La Bella, La Esmeralda, La Estrella, La Florida, La Maporita, La Miel, La Mirla, La Moscovita, La Palma, La Parda, La Playa, La Quiebra, La Rosal, La Tebaida, Las Gaviotas, Lituania, Los Zainos, Patiobonito, San Gregorio, San Juan, San Luis, San Pablo, San Roque, Unión Alta, Unión Baja, Unión Esperanza.